# Powiat Delitzsch
Powiat Delitzsch (niem. Landkreis Delitzsch) – były powiat w rejencji Lipsk w niemieckim kraju związkowym Saksonia. Powiat w związku z reformą administracyjną Saksonii wraz z powiatem Torgau-Oschatz przekształcony został w powiat Nordsachsen.
Stolicą powiatu Delitzsch było Delitzsch.
Miasta
- Bad Düben (8.727)
- Delitzsch (27.509)
- Eilenburg (17.355)
- Schkeuditz (18.444)
- Taucha (14.458)

Gminy
- Doberschütz (4.448)
- Jesewitz (3.155)
- Krostitz (3.991)
- Laußig (4.449)
- Löbnitz (2.254)
- Neukyhna (2.530)
- Rackwitz (5.329)
- Schönwölkau (2.709)
- Wiedemar (2.253)
- Zschepplin (3.261)
- Zwochau (1.114)